# بي-25 ميتشل
نورث أمريكان بي-25 ميتشل قاذفة أمريكية متوسطة بمحركين صنعت بواسطة نورث أمريكان أفياشن واستخدمت من قبل دول الحلفاء في كل مسارح الحرب العالمية الثانية واستخدمتها بعض الدول بعد انتهاء الحرب واستمرت خدمتها عبر أربع عقود.
سميت بي-25ميتشل بهذا الاسم تكريماً للجنرال بيلي ميتشل رائد الطيران الحربي الأمريكي. انتج قرابة 10,000 طائرة خلال فترة الإنتاج من ضمنها كميات محددة من أنواع محورة مثل بي بي جي-1 وهي دورية قاذفة لصالح بحرية الولايات المتحدة واف-10 وهي طائرة استطلاع لصالح القوات الجوية الأمريكية.

## التصميم والتطوير
اشتق تصميم بي-25 من طائرة نورث أمريكان اكس بي-21 وهومشروع طائرة من منتصف الثلاثينات.واستخدمت المهارات والخبرات المكتسبة في تصميم تلك الطائرة في صناعة ال بي-25 (وكانت تسمى "NA-40")وزودت الطائرة الجديدة بعدة تعديلات شملت محركات (رايت آر 2600).
في عام 1939 خضعت ال (AN-40)للاختبار من قبل القوة الجوية الأمريكية بعد ان سلسلة من أعمال التطوير والتعديل.وقد صنعت الطائرة اصلا لاغراض التصدير إلى المملكة المتحدة وفرنسا، وكانت الدولتان تحت الحاجة الملحة لهذا النوع من الطائرات خلال تلك الفترة من الحرب العالمية الثانية.
على أي حال بريطانيا وفرنسا غيرتا رأيهما وفضلتا طائرة دوغلاس دي بي-7 (DB-7) والتي عرفت لاحقا باسم أي-20 هافوك (A-20 Havoc).على الرغم من هذه الخسارة إلى ان بي-25 عادت للأضواء مجدداً عندما اختارتها القوة الجوية الأمريكية ائنذاك لتكون قاذفتها المتوسطة.

## التاريخ العملي

### الشرق الاقصى
غالبية طائرات بي-25 الأمريكية استخدمت في المحيط الهادي، حيث قاتلت في بابو غينيا الجديدة، بورما، وفي حملة جزيرة هوبنج (island hopping campaign) وسط المحيط الهادي.واستخدمت البي 25 كطائرة هجوم ارضي بسبب بيئة الادغال الكثيفة التي خفضت من قيمة الطائرات القاذفة وجعلت الهجوم بالطيران المنخفض أفضل اسلوب يتبع هناك.
وساعدت القوة النارية الكبيرة في مقدمة ال بي-25 في التعامل مع تلك الظروف العملياتية جاعلة منها طائرة هجومية لا تقهر.
في بورما، ال بي-25 استخدمت لمهاجمة مراكز المواصلات اليابانية خصوصا الجسور وسط بورما.كما ساعدت على امداد الجنود المحاصرين في (ايمفال) عام 1944.
وفي المحيط الهادي طائرة بي-25 اثبتت نفسها كسلاح فعال جدا ضد السفن حيث اغرقت عدة سفن.وفي مراحل الحرب اللاحقة حدت المسافات البعيدة بين الجزر من قدرات ال بي-25 ومع ذلك استخدمت في الهجوم على جزيرة غوام في وجزيرة تينيان.واستخدمت أيضا في الهجوم على الجزر المحتلة من قبل اليابانيين مثل جزر المارشال.

### الشرق الأوسط وإيطاليا
أول طائرة بي-25 وصلت إلى مصر للمشاركة في معركة العلمين.ومن هناك شاركت الطائرة بالحملة في شمال أفريقيا، وغزو صقلية وإيطاليا.واستخدمت ال بي-25 كطائرة هجوم ارضي مركزة هجماتها على الطرق وخطوط السكك الحديدية في إيطاليا، النمسا والبلقان، حيث امتلكت ال بي-25 مدى أطول من طائرة دوغلاس أي-20 هافوك وطائرة دوغلاس أي-26 انفيدر، مما سمح لل بي-25 بالتوغل في عمق أوروبا المحتلة.
استخدمت خمس مجموعات قاصفة بي-25 في شمال أفريقيا وإيطاليا حيث استخدمت من قبل الوحدات الأمريكية فقط.

### أوروبا
ركزت القوة الجوية الأمريكية الثامنة المتمركزة في بريطانيا على الغارات بعيدة المدى على ألمانيا وأوروبا المحتلة.وعلى الرغم من امتلاك القوة الثامنة اعداد من القاذفات ثنائية المحركات إلى ان ال بي-25 لم تكن منهم.
على أي حال استلمت القوة الجوية الملكية قرابة 900 طائرة بي-25 لاستبدال طائرات ال دوغلاس باستون، لوكهيد فنجرز وفيكرز ويلنغتون. دخلت بي-25 الخدمة في القوة الجوية الملكية في 22 كانون الثاني/ يناير 1943. في البداية استخدمت كقاصفة لضرب لاهداف الاستراتيجية في أوروبا المحتلة.وبعد عملية النورماندي استخدمت القوة الجوية الملكية طائرات ال ميتشل لدعم الجيوش في أوروبا وتم تحريك بضع اسراب إلى قواعد في فرنسا وبلجيكا.

## معرض الصور

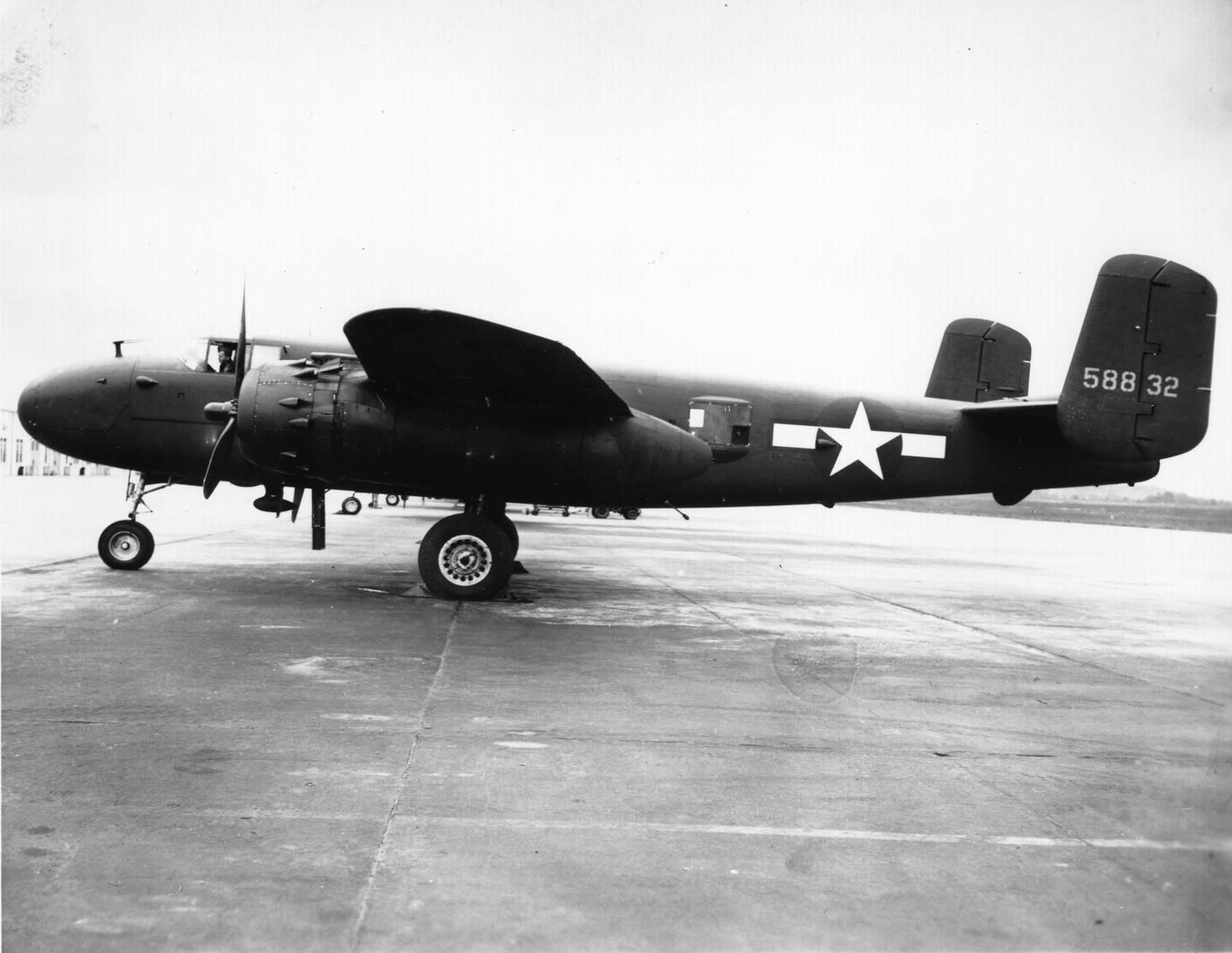
بي-25 للتدريب
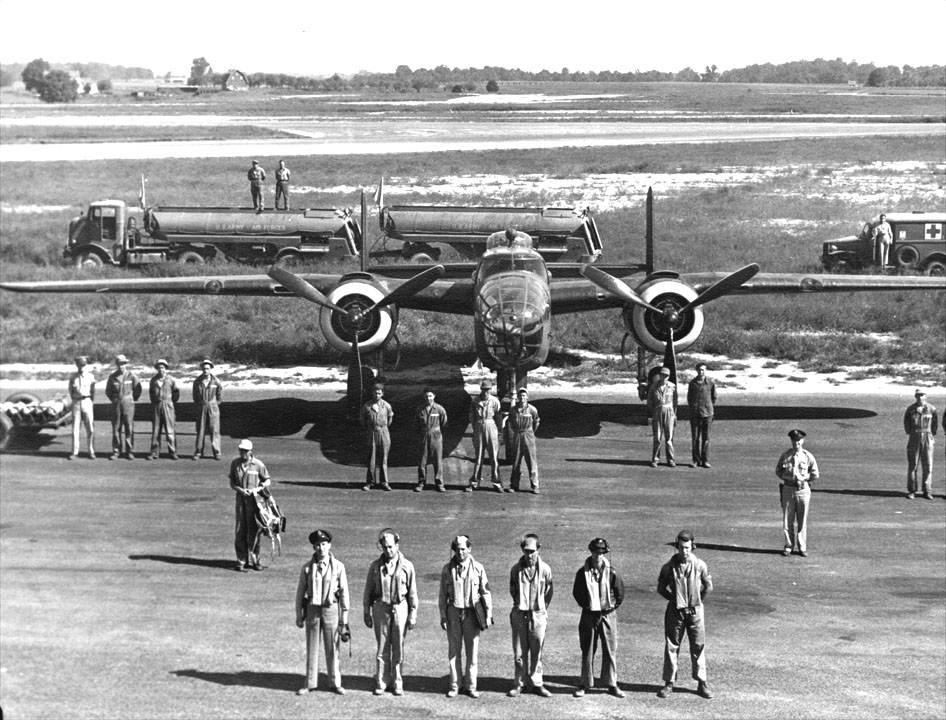
بي-25 ويلاحظ الطاقم الكبير لتشغيلها وصيانتها
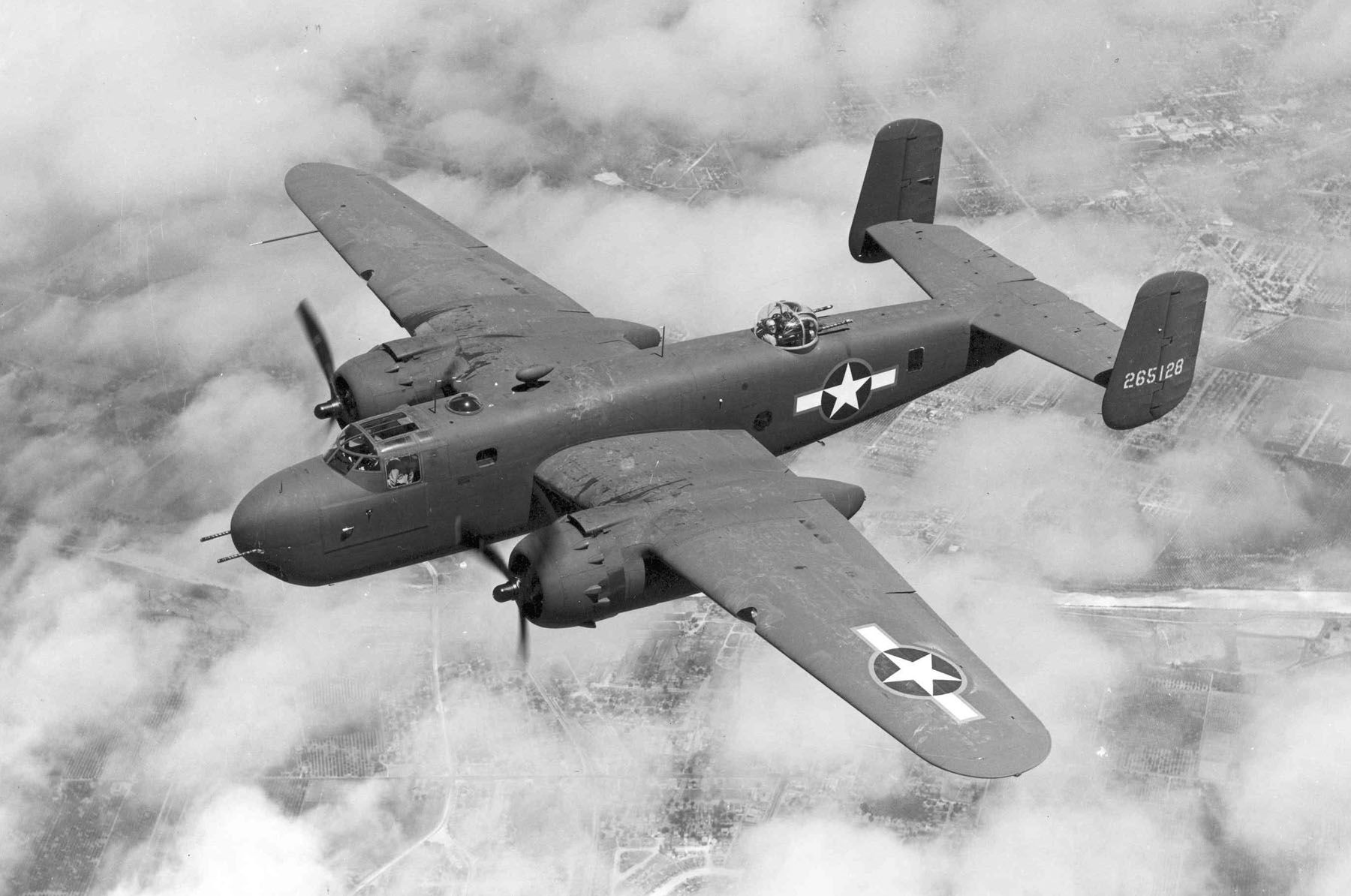
بي-25 جي من اعلى ويظهر البرج الرشاش على ظهر الطائرة
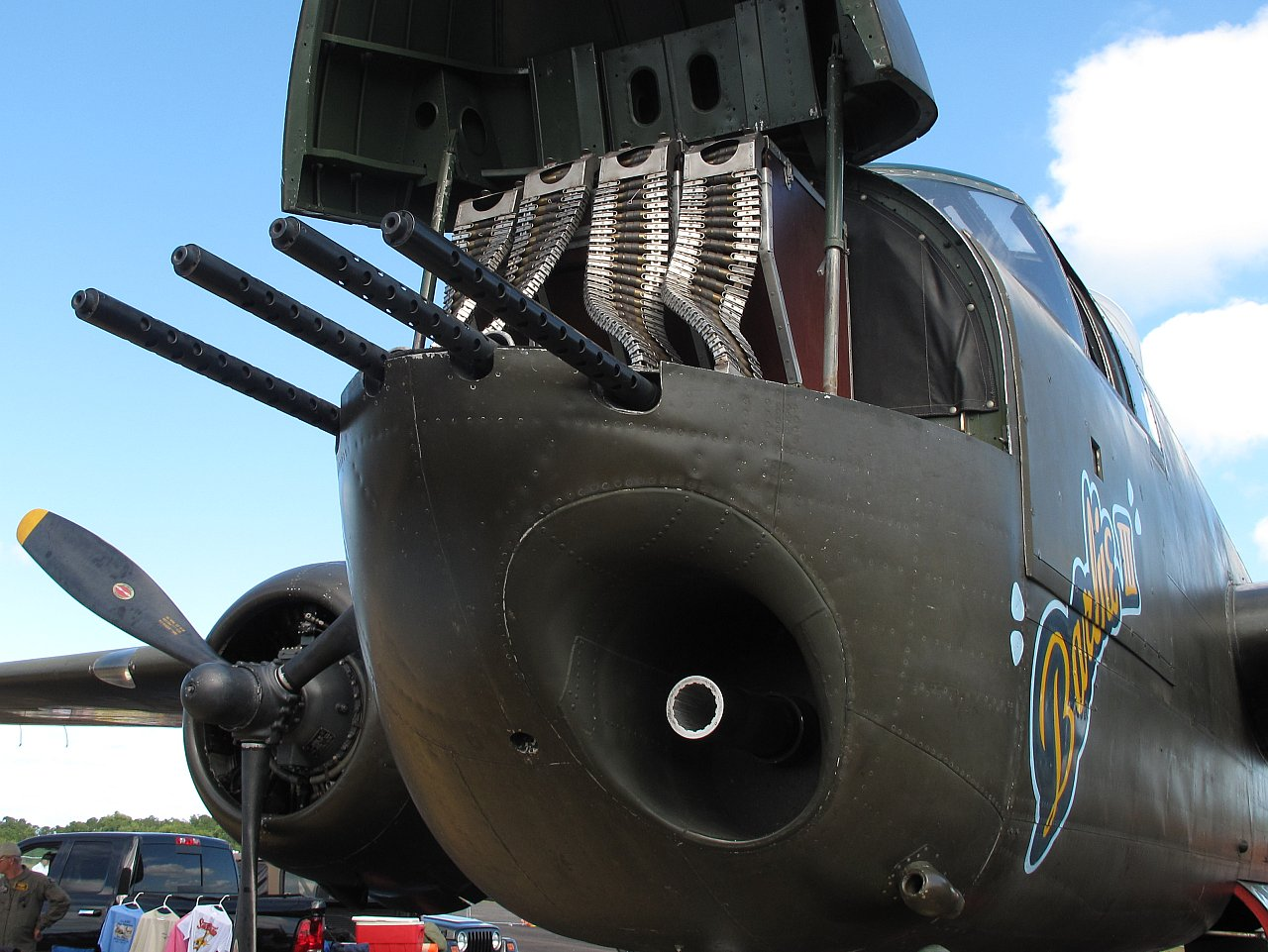
بي-25 باربي ويضهر المدفع الرشاش ام5 75 ملم و4 مدافع براوننغ
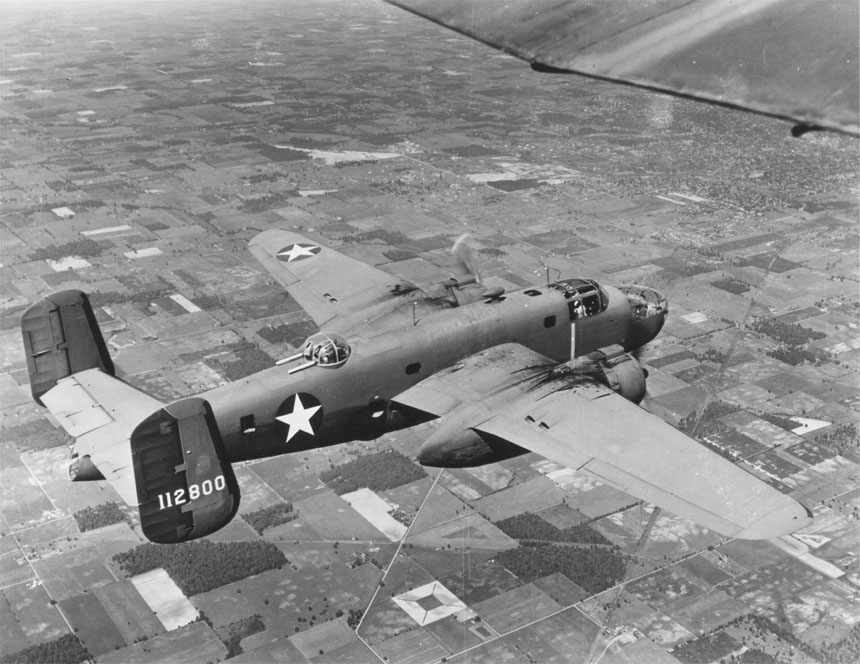
بي-25 سي ميتشل
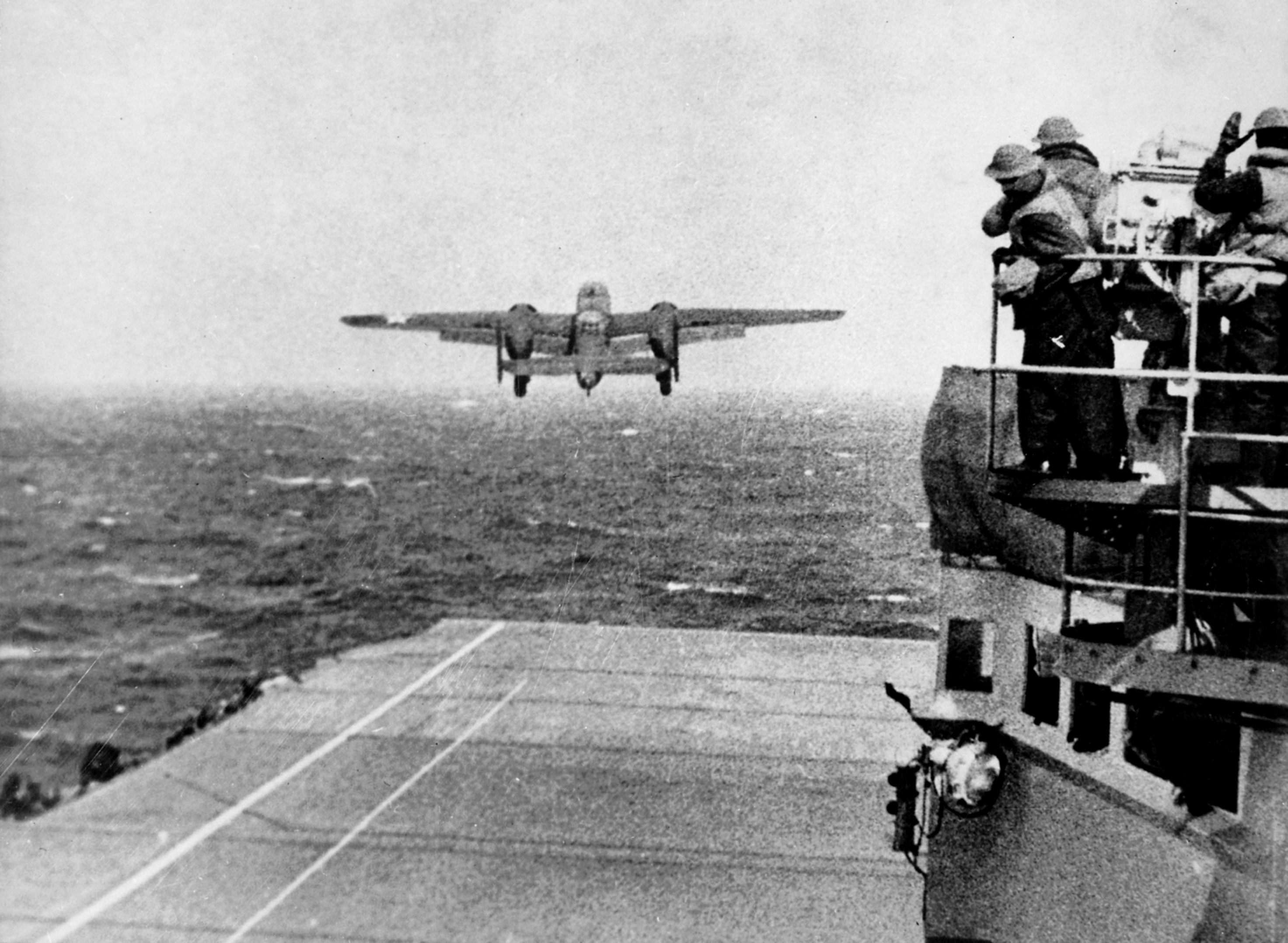
بي-25 تقلع من حاملة الطائرات هورنيت خلال غارة دولتل

## وصلات خارجية
- "How to Fly the North American B-25 "Mitchell" Medium Bomber (1944)" على يوتيوب
- I Fly Mitchell's February 1944 بوبيولار ساينس article on B-25s in North Africa Theater
- Flying Big Gun February 1944 بوبيولار ساينس article on 75mm cannon mount